# Primero de Mayo (Coahuila)
Primero de Mayo es una localidad del estado mexicano de Coahuila. Es parte del municipio de Escobedo. Fue fundada el 9 de abril de 1936.

## Toponimia
El nombre de la localidad refiere al Día internacional de los trabajadores, celebrado el primero de mayo.

## Demografía
| Gráfica de evolución demográfica |
|                                  |

| Censo | Población |
| ----- | --------- |
| 1940  | 797       |
| 1950  | 1 109     |
| 1960  | 1 393     |
| 1970  | 1 331     |
| 1980  | 1 144     |
| 1990  | 1 523     |
| 2000  | 1 465     |
| 2010  | 1 613     |
| 2020  | 1 766     |